# ده غوئية (غرمسار كرمان)
ده غوئیة (بالفارسية: ده گوئیة) هي قرية تقع في إيران في قسم غرمسار الریفي. يقدر عدد سكانها بـ 53 نسمة.